# Уэст-Кантри

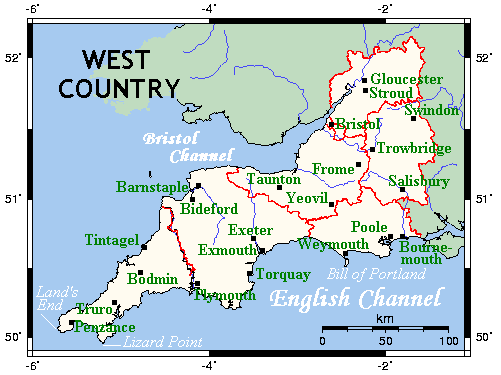
Уэст-Кантри в границах, совпадающих с регионом Юго-Западная Англия

Уэст-Ка́нтри (англ. West Country, букв. Западная страна) — неофициальное название области на юго-западе Англии, приблизительно соответствующей современному региону Юго-Западная Англия. Название часто используется по отношению к прежним графствам Корнуолл, Девон, Дорсет и Сомерсет, а также городу Бристоль. В область часто включают графства Глостершир и Уилтшир.